# ハバフォード郡区 (ペンシルベニア州デラウェア郡)
ハバフォード郡区（英: Haverford Township）は、アメリカ合衆国ペンシルベニア州東部のデラウェア郡のホームルール自治体・タウンシップ（郡区）である。公式にはハバフォード・タウンシップと呼ばれる。1977年からホームルール憲章の下にあるが、ペンシルベニア州タウンシップ法の下にある第1級タウンシップと同様、小選挙区から選出された行政委員が作る委員会によって運営され続けている。ハバフォードは1682年に設立され、1911年に法人化された。フィラデルフィア市の北西に位置している。ハバフォードという名前はウェールズのハバフォードウェストから採られた。
ハバフォード・タウンシップの中にはハバフォード、ブリンマール、アードモア、ドレクセルヒル、ワインウッドの地区が入っている。ハバータウンという未編入の町がハバフォード・タウンシップに完全に取り囲まれる形である。2010年国勢調査での人口は48,491 人だった。
ハバフォード・タウンシップは、2つのゴルフクラブでそれぞれ男子プロゴルフのメジャー大会を主催したという特徴がある。すなわち、メリオン・ゴルフクラブでは1934年、1950年、1971年、1981年、2013年の全米オープン大会を、ラナーチ・カントリークラブでは1958年の全米プロゴルフ選手権を開催した。
ハバフォードは、アッパー・ダービー・タウンシップ、チェルトナム・タウンシップ、ローワー・メリオン・タウンシップと共にフィラデルフィア市郊外の中でも内側の輪を形成している。

## 歴史
ハバフォード・タウンシップはウェールズ・トラクト、すなわちバロニーの一部としてウィリアム・ペンが区画を決めた。1681年、ウェールズ出身のクエーカー教徒の代表者集団がペンと会見し、現在のハバフォード、ラドナー・タウンシップ、ローワー・メリオン・タウンシップとなっている所に購入していた土地4万エーカー (160 km2) の開拓について検討した。「冒険者の会社」が結成され、最も著名な人物は5,000エーカー (20 km2) の土地の信託を受けた。最初の3家族が到着したのは1682年だった。ルイス・デイビッド、ヘンリー・ルイス、ウィリアム・ハウェルが南部境界に沿った土地を選んだ。
この地域は20世紀の最初の20年間まで主に農地だった。1860年の国勢調査では家畜の価値を62,485ドルと評価し、と殺された動物は11,255ドル、収穫された穀物は46,049ブッシェル (1,623,000 m3)、果樹園と庭園の作物は4,090ドルと評価されていた。
タウンシップの境界の一部を形成する2本のクリークが、初期開拓者にとって良好な工場立地を提供した。西のダービー・クリーク沿いには、1707年、リチャード・ヘイズ・ジュニア、デイビッド・モリス、サミュエル・ルイスが、ハバフォード・ニューミルと呼ばれた製粉所を建設した。後には製材所も付加された。この工場は1904年まで操業されていた。マープル・タウンシップとの境界近くには、ハンフリー・エリスが大変初期の縮充機を動かしていた。1807年、ヘンリー・ローレンスがこの場所に製材所を建設し、1832年、その息子ウィリアムがその傍に製粉所を建設した。その製材所は125年間以上も家族経営が続けられ、ハバフォード・タウンシップでも最古の現存する産業となっている。
東側境界にはインディアンがカラクングと呼んでいたコブス・クリークがあり、多くの工場があった。ハバフォード・ミルは1658年にウィリアム・ハウェルが建てた最初の製粉所だった。ダニエル・ハンフリーズが1703年にそれを買収し、製材所と、縮充機、染色機を建設した。これらの資産は1826年にデニス・ケリーの資産に加えられ、キャッスル・ヒル・ミルズとなった。この場所はコブス・クリーク西岸のイーグル道路のすぐ北にある。
1800年頃ピーター・ブラウンがコブス・クリークの水源に製粉所と製材所を建設し、1810年、ジョナサン・ミラーが現在ミル道路とカラクング・ドライブの交差点となっている場所に製粉所と製材所を建設した。
イスラエル・ウェレン・シニアがコブス・クリーク沿いにナイター・ホール・パウダー・ミルズを建設し、それが1810年まで運転されていた。アメリカ独立戦争のとき、この国では黒色火薬がほとんど製造されず、鉱山で掘り出す必要があった。1810年から1840年の間にこれらの工場が国内第2位の生産量となり、1812年には80万ポンド (362,000 kg) を生産した。この工場は1840年に操業を止め、デニス・ケリーに売却された。ケリーはそれを綿製品と木製品の製造に転換した。

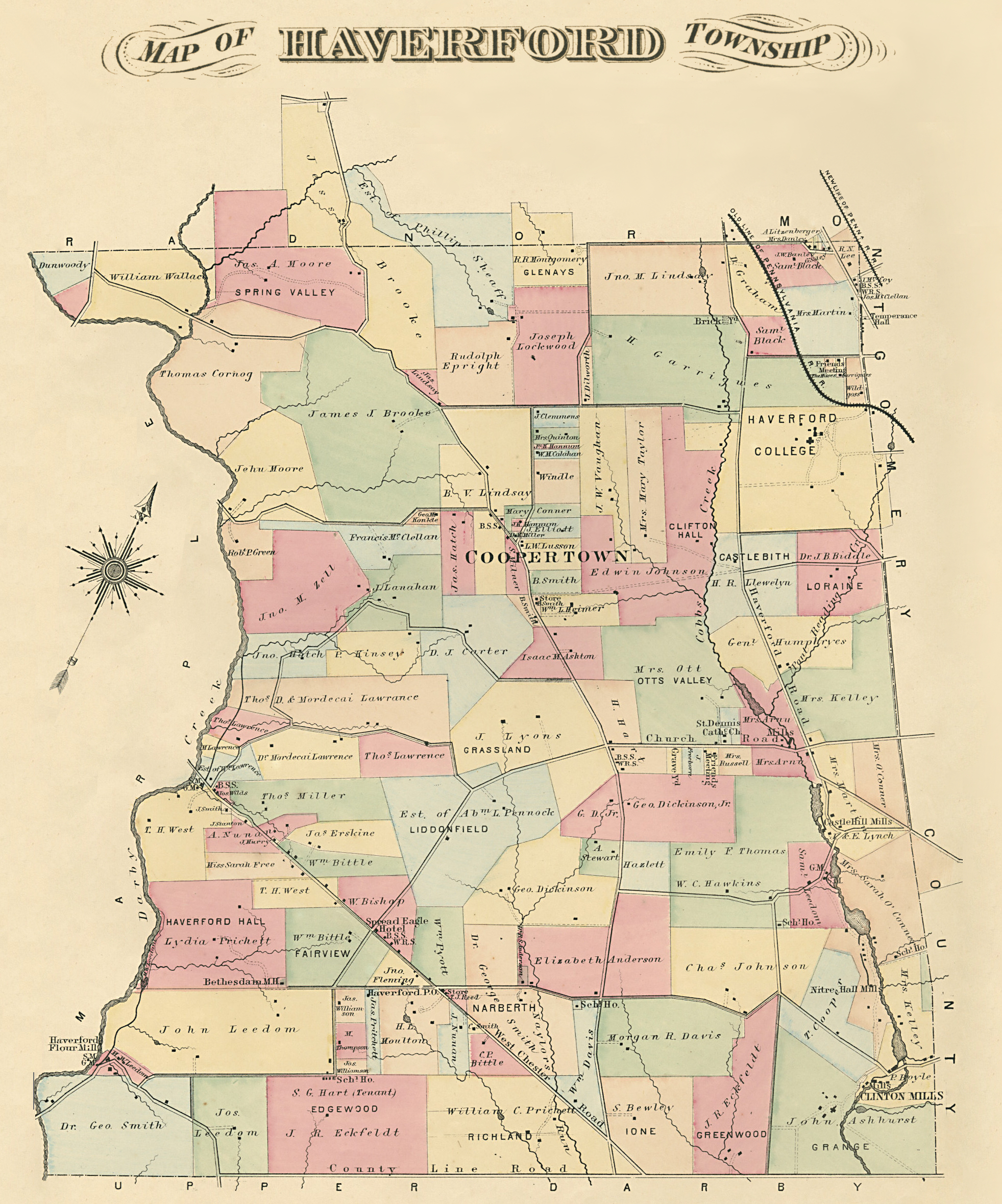
ハバフォードの初期の地図

1814年、デニス・ケリーは金を借りてコブス・クリーク沿いの工場用地を買収した。クリントン・ミルズと呼んだ小さな木造の工場を建設した。これが大いに成功した事業となり、工場を拡大した後で、さらに下流にシーダーグローブ・ミルを建てた。ケリーはアメリカ合衆国政府と1817年から1860年まで材料を供給する契約をし、1,800ドルから41,370ドルを売り上げた。輸送手段が改善され町は発展した。1833年、フィラデルフィア・アンド・コロンビア鉄道が開通し、ブロード通りとカローヒル通りからパオリまでを結んだ。さらに1835年にはピッツバーグ市まで延伸された。線路は田園部を曲がりくねって進み、ハバフォード・タウンシップでは鉄道アベニューを通った。これはアメリカ合衆国で初の一般商業用鉄道だったが、1860年代後半まであまり乗客を運ばなかった。ペンシルバニア鉄道が1857年にコロンビア鉄道を買収し、西部への本線となるものの路盤を変更し始めた。
フィラデルフィア・アンド・ウェストチェスター・ターンパイク社が最初の有料道路を建設し、その後フィラデルフィア・アンド・ウェストチェスター・トラクション社を形成して市街電車線を建設し、1898年には開通した。1902年にアードモア線が追加され、多くの新しい住宅が建設された。市街電車がフィラデルフィアへの良い輸送機関となり、労働者たちがフィラデルフィアへの通勤を始めた。小さな区画に建てられた手ごろな価格の住宅ラナーチ、ブルックライ、オークモントなどの町になっていった。
ハバフォード・タウンシップの人口は1900年から1925年の間に2倍に成長した。
20世紀の始め、裕福な家族が多くの農地を買収し、そこに邸宅を建て、下記のような新しい敷地に庭園を開発した。

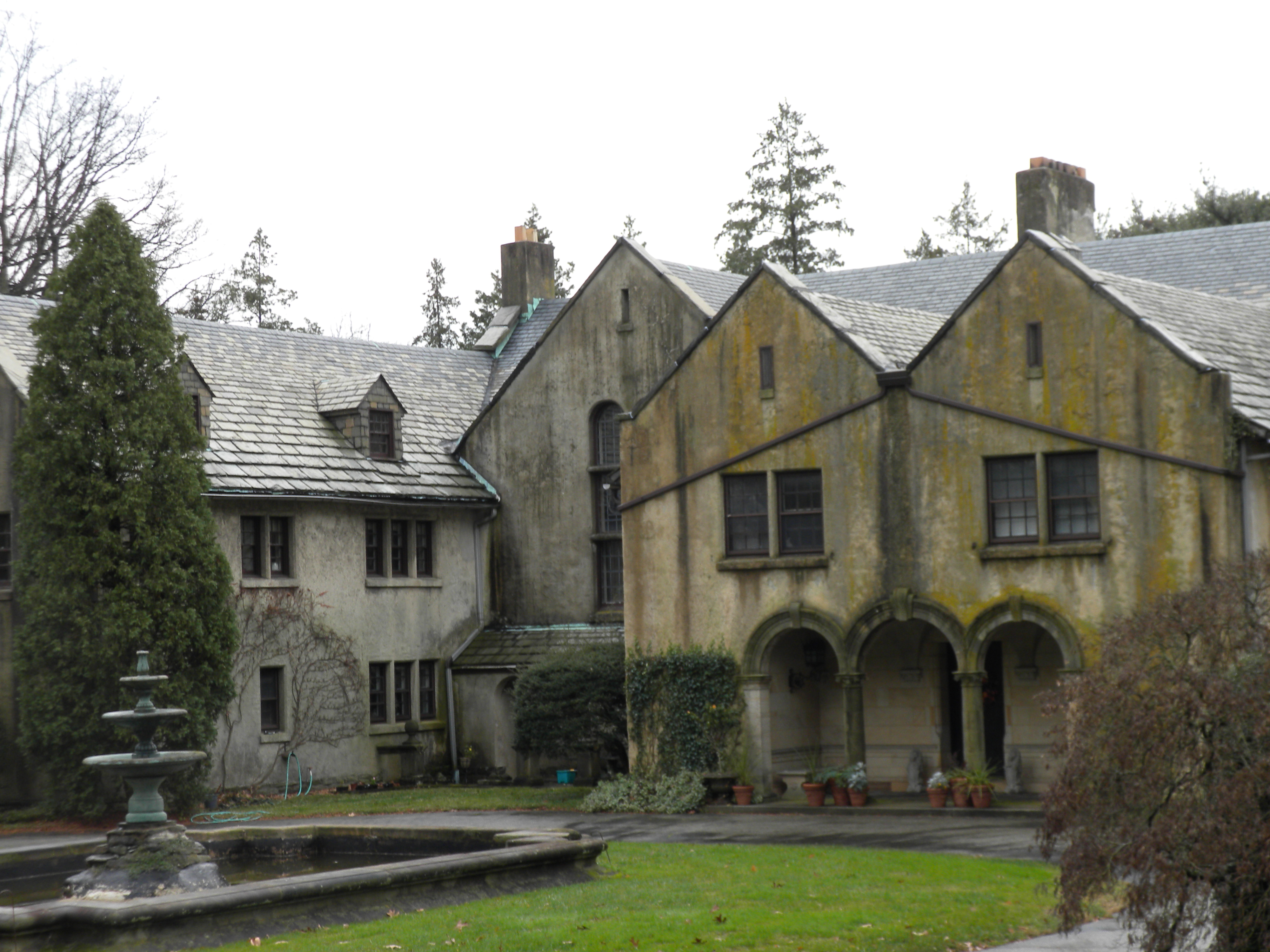
オールゲイツ、2009年11月撮影

- ブルックソープ庭園、J・スタンリー・リーブス所有、31エーカー (124,000 m2)
- ファーラウェイ庭園、クラレンス・ウォーデン所有、35エーカー (140,000 m2)
- オールゲイツ庭園、ホレイショ・ゲイツ・ロイド・シニア所有、76エーカー (304,000 m2)
  - コブルコート - J・H・カーステア所有
  - ウェストヒルズ - アットウォーター・ケント所有
  - メリーランド・ウッズ - アーチボルド・トムソン夫人所有

ゴルフ場も幾つか開発された。メリオン・クリケット・クラブ・ゴルフ協会がクリフトン・ホールと古い農家をそのクラブハウスに組み入れた。広さはメインコースすなわち東コースで140エーカー (560,000 m2) あり、西コースは160エーカー (640,000 m2) ある。ラナーチ・カントリー・クラブは広さが126エーカー (504,000 m2) ある。ペンシルバニア鉄道ゴルフクラブが1925年に設立された。アーリントン道路、マノア道路、市境に挟まれた広さ109エーカー (436,000 m2) である。このゴルフ場は1943年にワーナー・ウェスト・コーポレーションに売却され、同社はチャタム公園を開発した。
最初に教育目的で建設された建物は1797年のフェデラル・スクールだった。1800年代、教室1つだけの学校が4校と教区学校1校が建設された。19世紀後半は現在の教育体系の始まりになった。第二次世界大戦後、それまでの学校群に追加されて、新しい高校1校、一階建て小学校3校が建設された。今日、中学校1校、シニア高校1校、小学校5校、教区学校4校、私立学校4校がある。

### 歴史的な場所

#### ローレンス・キャビン

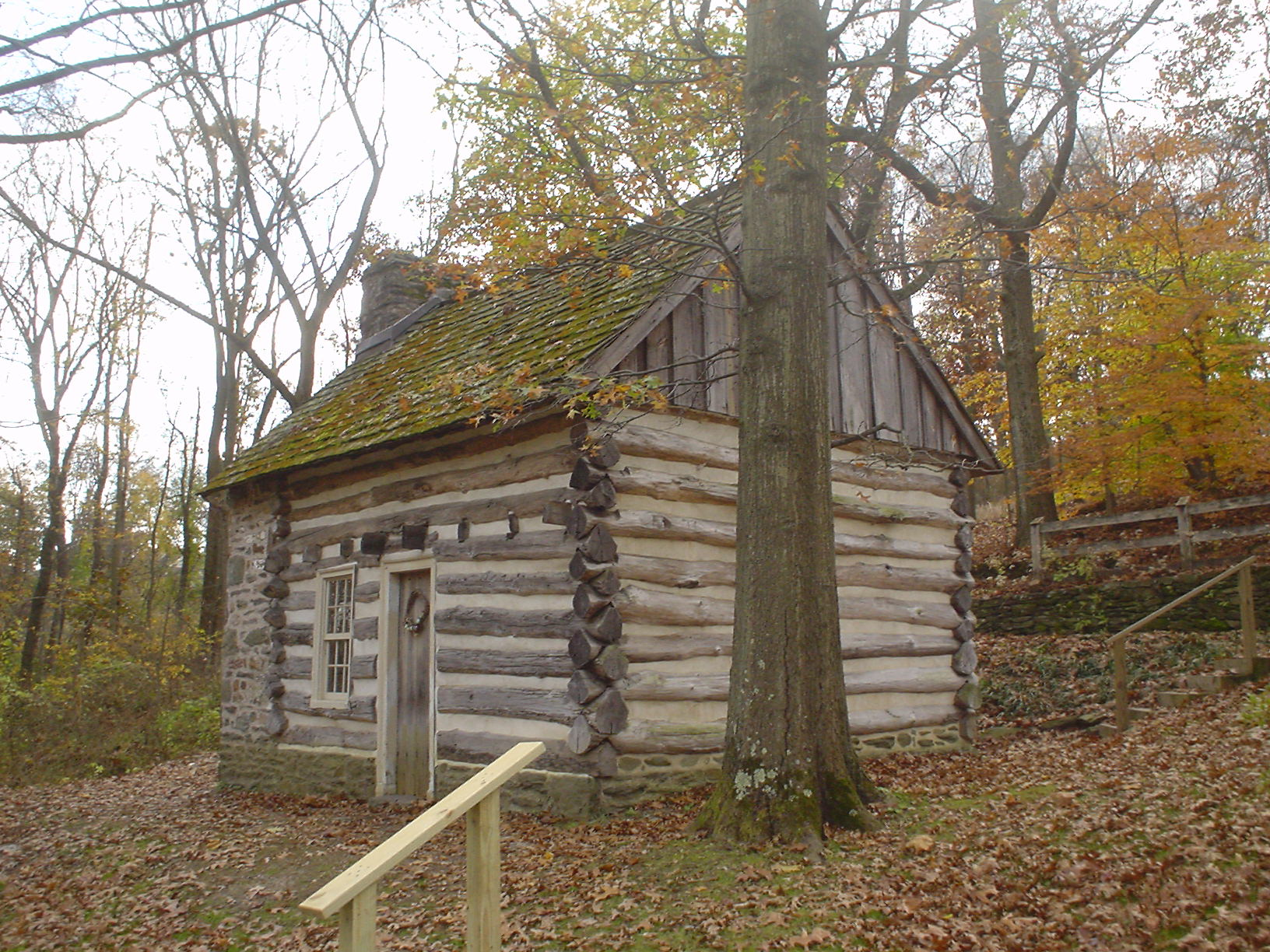
ローレンス・キャビン

デイビッド・ローレンスはハバフォード・タウンシップのウェールズ出身の初期開拓者だった。妻のエリノア・エリスとその家族と共に1684年に移住して来て、その義父に払い下げられていた土地を一部引き継いだ。その息子のヘンリー・ローレンスが1709年にダービー・クリーク沿いの土地209エーカー (836,000 m2) を購入した。そこに建てられている丸太小屋がこの購入時点より前のものかどうか分かっていないが、1730年頃に2階半建ての石造り部分が増築された。さらに後には下見板張りのサマーキッチンが追加された。3代家屋と呼ばれるようになり、1942年まではローレンス家が所有していた。

#### 1797年建設のフェデラル・スクール

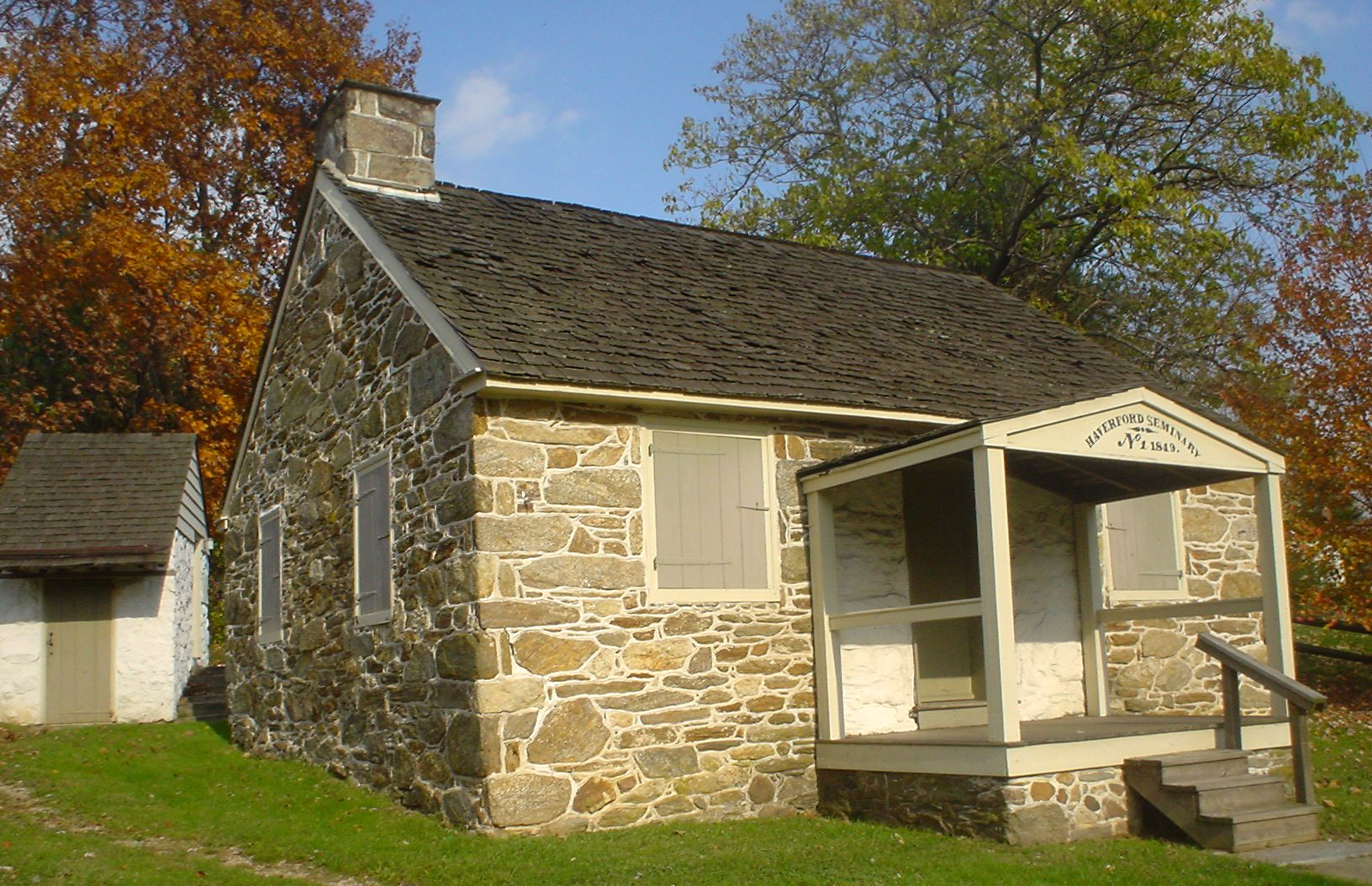
1797年建設のフェデラル・スクール

ハバフォード・タウンシップで最初の学校のための土地を購入した記録は1797年10月29日のものだった。アレクサンダー・サイミントンが、現在のダービー道路とカッパータウン道路の交差点近く、4分の1エーカーと3パーチ (1,075 m2) の不規則な形をした建設用地と引き換えに5シリングを受け取った。その支払いは5人の信託員からなされた。すなわちフィリップ・シーフ、ウィリアム・ブルック、フランシス・リー、デイビッド・ライアンズ、ベンジャミン・ヘイズ・スミスであり、「前述ハバフォード・タウンシップがそこに学校を建てるために」と記されていた。1797年建設のフェデラル・スクールはアメリカ合衆国国家歴史登録財に指定されている。

#### ポント・レディング邸

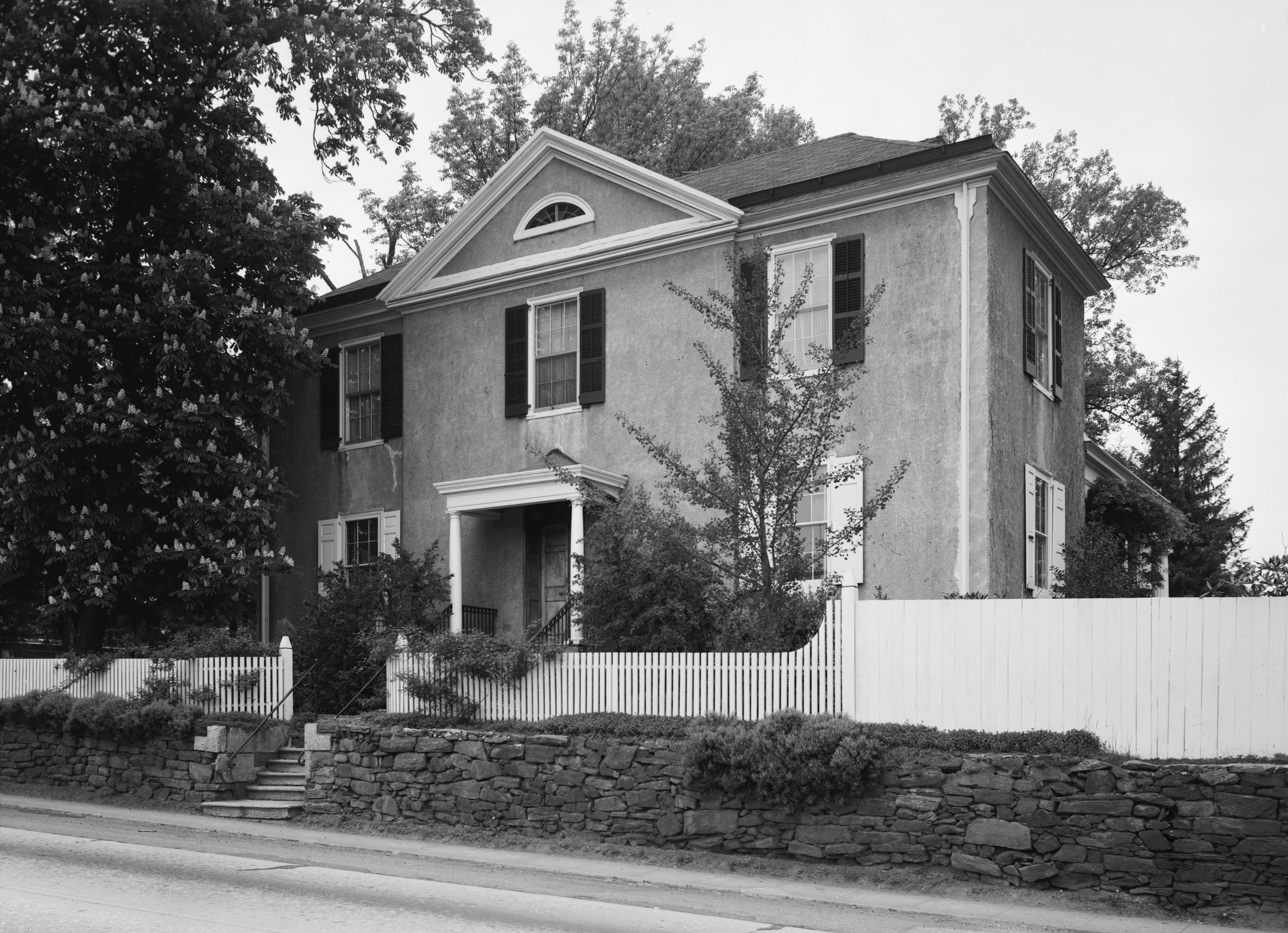
ポント・レディング邸

ポント・レディング邸はハバフォード道路の東寄りにある。アードモア・トロリーのブルックライン・オークモントとアードモアの間の路線の交差点にあり、フィラデルフィア・アンド・ウェスタン鉄道のアードモア・ジャンクション駅に近い。USSコンスティチューションを建造したジョシュア・ハンフリーズの邸宅だった。このアメリカ初期の美し建築例は今も残っており、保存状態も良く補修も行われている。1730年から1760年に建設された中央3階建て部分に、1813年に正面部部付け加えられ、さらに1683年には建設されていた後部にある当初の二階建て部分に付加された。この最初の部分にある丸太壁の1つは玄関を入ってすぐの壁に見られる。家の周囲は元々の森の一部だった大きな樹木に囲まれ、影を落とされている。

#### ナイター・ホール
ナイター・ホール・パウダー・ミルズはそれがある谷の名前にもなっており、1800年から幾らも経たないときにイスラエル・ウェレンが建設した。新生間もないアメリカ合衆国は爆発物を必要としており、この工場は米英戦争の間に80万ポンド (362,000 kg) の火薬を生産して繁盛した。ブランディワインにあるデュポン・ミルズに次いで国内第2位の黒色火薬生産量と品質を誇った。1840年に火薬工場が閉鎖された後、デニス・ケリーがその土地を買収し、建物は繊維の製造に転換した。ナイター・ホールはアメリカ合衆国国家歴史登録財に指定されている。

#### グランジ・エステイト
グランジ・エステイト、別名「ミーン・コック」あるいは「クリフトン・ホール」はフィラデルフィアに近く建てられた歴史的邸宅である。1700年に建設され、1850年代を通じて数回拡張された。1974年、ハバフォード・タウンシップが買収した。1976年にアメリカ合衆国国家歴史登録財に指定された。

## 地理
アメリカ合衆国国勢調査局に拠れば、領域全面積は10.0平方マイル (26 km2)であり、全て陸地である。ペンシルベニア州の裕福な地域である「メインライン」に属し、また当初のウェールズ・トラクトの中にある。

### 隣接する自治体
- ローワー・メリオン・タウンシップ - 北東
- フィラデルフィア - 東
- アッパー・ダービー・タウンシップ - 南
- スプリングフィールド・タウンシップ - 南西
- マープル・タウンシップ - 西
- ラドナー・タウンシップ - 北西

## 人口動態
以下は2000年国勢調査による人口統計データである。
| 基礎データ - 人口: 48,498 人（2000年から9.7%成長） - 世帯数: 18,061 世帯 - 家族数: 13,021 家族 - 人口密度: 1,870.6人/km2（4,844.6 人/mi2） - 住居数: 18,378 軒 - 住居密度: 708.9軒/km2（1,835.8 軒/mi2） 人種別人口構成 - 白人: 93.99% - アフリカン・アメリカン: 2.12% - ネイティブ・アメリカン: 0.10% - アジア人: 2.76% - 太平洋諸島系: 0.01% - その他の人種: 0.20% - 混血: 0.81% - ヒスパニック・ラテン系: 0.89% 年齢別人口構成 - 18歳未満: 24.9% - 18-24歳: 6.3% - 25-44歳: 28.6% - 45-64歳: 22.7% - 65歳以上: 17.5% - 年齢の中央値: 39歳 - 性比（女性100人あたり男性の人口） - 総人口: 90.6 - 18歳以上: 86.4 | 世帯と家族（対世帯数） - 18歳未満の子供がいる: 33.3% - 結婚・同居している夫婦: 60.9% - 未婚・離婚・死別女性が世帯主: 8.6% - 非家族世帯: 27.9% - 単身世帯: 23.3% - 65歳以上の老人1人暮らし: 12.4% - 平均構成人数 - 世帯: 2.65人 - 家族: 3.17人 収入と家計（2010年推計） - 収入の中央値 - 世帯: 87,283米ドル - 家族: 103,138米ドル - 性別 - 男性: 52,471米ドル - 女性: 38,852米ドル - 人口1人あたり収入: 29,749米ドル - 貧困線以下 - 対人口: 3.7% - 対家族数: 2.0% - 18歳未満: 2.1% - 65歳以上: 4.2% |

先祖と申告された民族別の構成は以下の通りである。
- アイルランド系: 30.6%
- イタリア系: 22.0%
- ドイツ系: 9.4%
- イギリス系: 6.1%
- アメリカ人: 3.1%
- ロシア系: 2.9%
- ポーランド系: 2.2%

## 政府と政治
ハバフォード・タウンシップは第1級タウンシップであり、9つの小選挙区から選出された行政委員会が統治している。
アメリカ合衆国会議員の選挙ではペンシルベニア州第7選挙区に、州議会下院では第166選挙区と第163選挙区に、州議会上院では第17選挙区に属している。

## ハバフォード・タウンシップとゴルフ選手権
ハバフォード・タウンシップの領域にあるゴルフ場で、これまで6回の男子メジャー大会と、11回の男女アマチュア選手権が開催されてきた。ボビー・ジョーンズは1930年にメリオン・ゴルフ場で年間グランドスラムを完成させた。ベン・ホーガンは恐ろしい自動車事故の後で、1950年の全米オープンでカムバックを果たした。

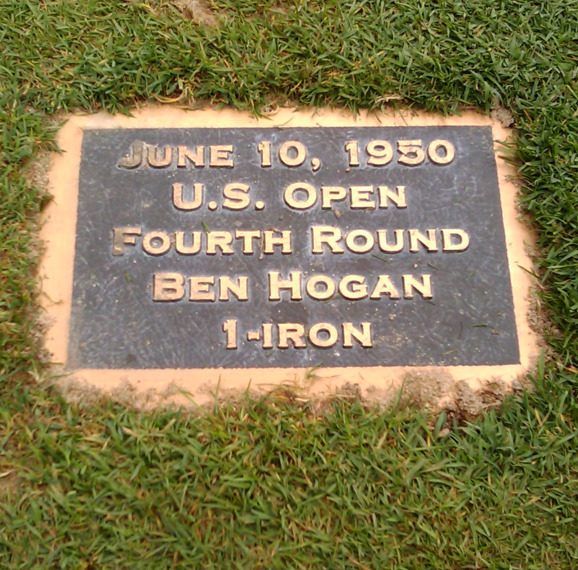
メリオン・ゴルフクラブの18番ホールにあるベン・ホーガンのショットを記念する銘板

ラナーチ・カントリークラブで行われた1958年の全米プロゴルフ選手権は、マッチプレー形式からストロークプレー方式に変更された最初の大会であり、ビリー・キャスパーとサム・スニードを破ってダウ・フィンスターウォルドが制した。1971年の全米オープンでは18ホールのプレイオフでリー・トレビノがジャック・ニクラスを破った。このプレイオフの日の1番ティでトレビノがニクラスにゴム製の蛇を投げて渡したのが有名な話である。全米オープンは2013年にもメリオンで開催され、ジャスティン・ローズが優勝した。ハバフォード・タウンシップで開催された主要なゴルフ大会と優勝者は次の通りである。1958年全米プロゴルフ選手権はラナーチ・カントリークラブで開催され、それ以外はメリオン・ゴルフクラブで開催された。
- 1904年全米女子アマチュア選手権、ジョージアナ・ビショップ
- 1909年全米女子アマチュア選手権、ドロシー・キャンベル
- 1916年全米アマチュア選手権、チック・エバンス
- 1924年全米アマチュア選手権、ボビー・ジョーンズ
- 1926年全米女子アマチュア選手権、ヘレン・ステットソン
- 1930年全米アマチュア選手権、ボビー・ジョーンズ
- 1934年全米オープン選手権、オリン・デュトラ
- 1949年全米女子アマチュア選手権、ドロシー・ポーター
- 1950年全米オープン選手権、ベン・ホーガン
- 1958年全米プロゴルフ選手権、ダウ・フィンスターウォルド
- 1966年全米アマチュア選手権、ゲーリー・コーワン
- 1971年全米オープン選手権、リー・トレビノ
- 1981年全米オープン選手権、デイビッド・グラハム
- 1989年全米アマチュア選手権、クリス・パットン
- 1998年全米女子ジュニア選手権、リー・アン・ハーディン
- 2005年全米アマチュア選手権、エボアルド・モリナーリ
- 2013年全米オープン選手権、ジャスティン・ローズ

## 鉄道の駅
南東ペンシルベニア交通局のノリスタウン高速線では、タウンシップ内に次の駅がある。
- タウンシップ・ライン道路駅
- ペンフィールド駅、マノア道路
- ビーチウッド・ブルックライン駅
- ワインウッド道路駅
- アードモア・ジャンクション駅
- アードモア・アベニュー駅
- ハバフォード駅

## 教育

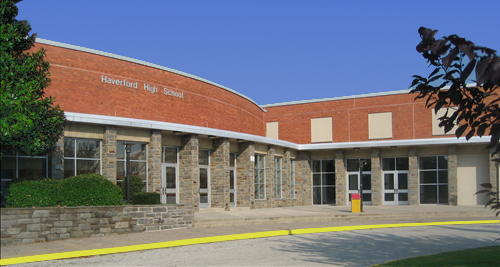
ハバフォード高校

ハバフォード・タウンシップ内で最初に教育目的で購入された土地の記録は1797年10月28日のものだった。ダービー道路沿い、カッパータウン交差点の場所に石造りの建物が建設され、1872年まで学校として使われた。今日も残りフェデラル・スクールと呼ばれるこの学校はハバフォード・タウンシップの子供たちに歴史の窓として機能している。タウンシップ内の4年生はこの学校で1日を過ごし、1797年の生徒にとってそれがどのようなものであったかを学ぶ。
ハバフォード・タウンシップに住む公立学校の児童生徒はハバフォード・タウンシップ教育学区の学校に通っている。この学区には5,475人の児童生徒が通い、対象となる住民人口は49,000人以上である。小学校5校は幼稚園から5年生までを教え、ハバフォード中学校は6年生から8年生、ハバフォード高校は9年生から12年生を教えている。
住民は幅広い教育機会を提供されている。成人夜間学校、ゴールデンエイジ・プログラム、高齢者プロム、高齢者向け税補助プログラムなどである。デラウェア郡コミュニティカレッジのコースもある。ハバフォードはデラウェア郡商工会議所とメインライン商工会議所の会員であり、地元大学、カレッジ、企業、サービス組織、不動産業者、地域団体、高齢者組織と共同事業を行っている。1989年、地区のコミュニティ・リレーションズ・プログラムが全米学校パブリック・リレーションズ協会から「全米功績賞」を受賞した。

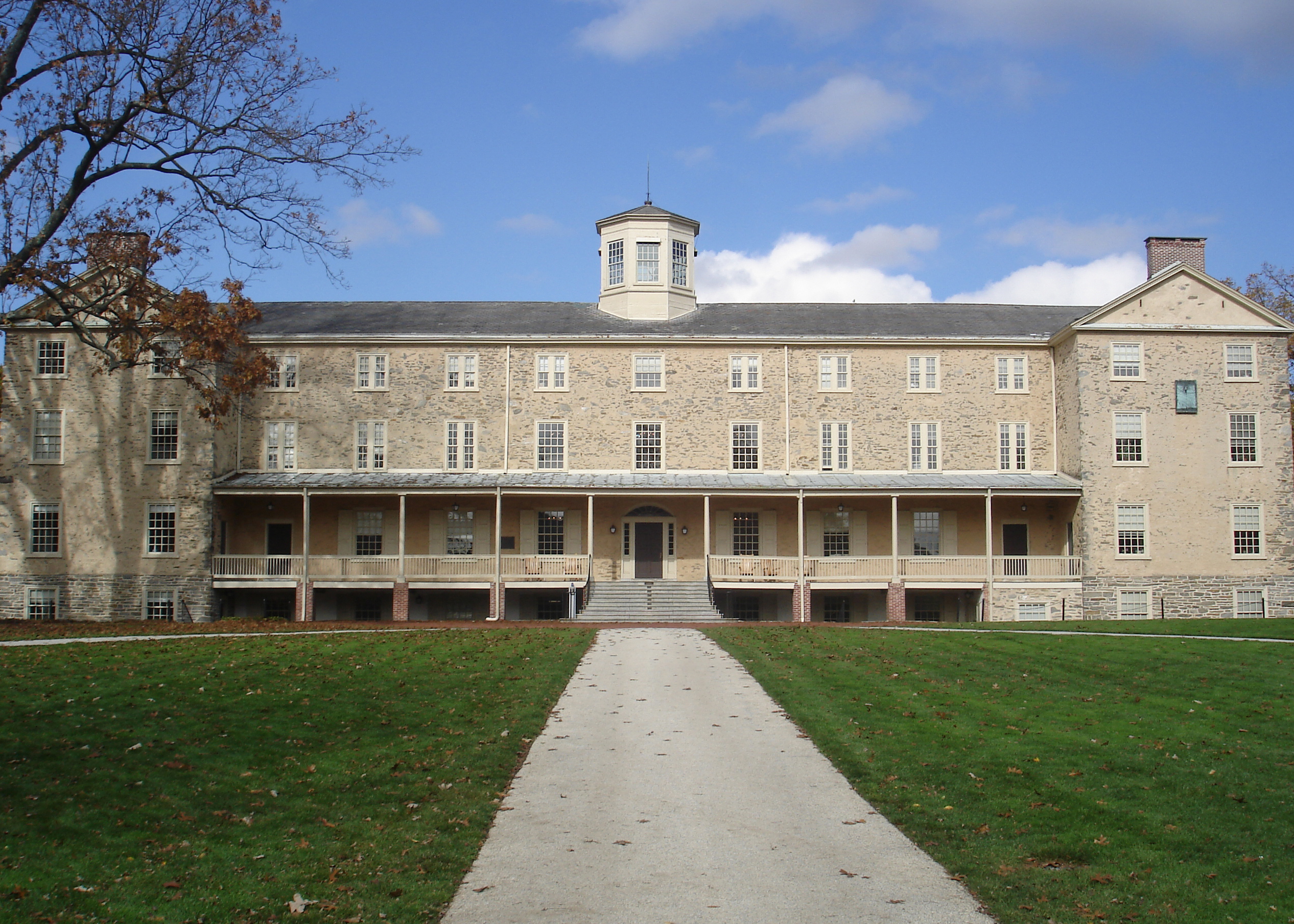
ハバフォード・カレッジの設立者ホール

ハバフォード大学がタウンシップ内にあり、一部はローワー・メリオン・タウンシップ内にも入っている。1833年にソサイエティ・オブ・フレンズが設立したアメリカ合衆国で最初のカレッジであり、広さ225エーカー (900,000 m2) の敷地には歴史的な建築物も幾つかある。プリンストン・レビューが挙げる国内357の「ベストカレッジ」の中で、全体的な卒業後の経験の良さで第6位になった。そのリストに挙げられる多くのカレッジとは異なり、フィラデルフィアという大都市圏の中心に近く、多くの機会が与えられる位置にある。

## 著名な出身者
- ランディ・グロスマン、NFLアメリカンフットボール選手、ピッツバーグ・スティーラーズ、スーパーボウルで4回優勝した
- ブレンダン・ハンセン、競泳選手、100m平泳ぎで世界記録を持っていた、2004年から2012年まで3回連続でオリンピックに出場、400mメドレーリレーで金メダル
- ジェイソン・ジョンソン、メジャーリーグベースボール選手、ボルチモア・オリオールズ、西武ライオンズ他
- ジャミーア・ネルソン、NBAバスケットボール選手、オーランド・マジック、セントジョセフ大学卒
- ミッチェル・レズニック、マサチューセッツ工科大学教授、LEGOMINDSTORMSの前身であるプログラムできるブロックの発明者、ソフトウェアScratchの開発社、コンピュータ・クラブハウスの共同設立者

## 見どころ
- ハバフォード大学
- ハバフォード大学樹木園
- ハバフォード・スクール
- メリオン・ゴルフクラブ
- ラナーチ・カントリークラブ